# Astrid Lindgren erzählt aus ihrem Leben
Astrid Lindgren erzählt aus ihrem Leben, auch Astrid-Lindgren-Biographie (Originaltitel: Astrid Lindgrens Småland) ist ein schwedischer Dokumentarfilm von Catharina Stackelberg aus dem Jahr 1990 über die schwedische Kinderbuchautorin Astrid Lindgren. Der Dokumentarfilm wurde in Småland gedreht und lässt die Autorin selbst zu Wort kommen. So berichtet sie über ihre Kindheit in Småland. Auch in der deutschen Synchronfassung spricht Astrid Lindgren sich selbst.

## Handlung
Astrid Lindgren ist in Småland und besucht die Orte ihrer Kindheit. Zunächst erzählt Lindgren vom Leben ihres Vaters, seiner Kindheit und wie er an den Hof Näs kam, in dem Lindgren später aufwuchs. Lindgren berichtet von ihren intensiven Erfahrungen in der Natur. Die Bäume, Steine, Bäche und Wiese standen ihr nah, fast wie menschliche Wesen. Sie erzählt von den Vieh- und Pferdemärkten in Vimmerby, die dort jeden Monat stattfanden. Die Geschichte eines Pferdehändlers, der einem Bauern ein krankes Pferd andrehte, ließ Lindgren in den Roman Rasmus, Pontus und der Schwertschlucker einfließen.
Lindgren erzählt von ihrem verstorbenen Großvater, den sie in einer ihrer ersten Erinnerungen aufgebahrt vorm Hof liegen sah. Weiter berichtete Lindgren von ihrer Großmutter, die ihnen verbot zum See hinunterzugehen, woran sich Astrid und ihre Geschwister nicht hielten. Astrid Lindgrens Bruder Gunnar verbrachte später ein paar Tage auf einer kleinen Insel im See. Er warf eine Flaschenpost ein, deren Text Lindgren zu einer Flaschenpost von Pippi Langstrumpf inspirierte. Auch eine Gespenstergeschichte ihrer Großmutter verarbeitete Lindgren in dem Buch Rupp Rüpel: das grausigste Gespenst aus Småland.
Lindgren erzählt außerdem von dem schwierigen Leben ihres Urgroßvaters, der einige Zeit im Gefängnis verbrachte und seinen Sohn nicht aufwachsen sehen konnte.
Als Lindgren ein Kreuz auf dem Kirchhof in Vimmerby bemerkte, auf dem stand „Hier ruhen die kleinen Brüder Phalen 1860“ stand, wusste Lindgren, dass sie über diese Brüder und ihren Tod schreiben würde. Es entstanden Die Brüder Löwenherz.
Lindgren berichtet außerdem, wie schwierig es war, eine wilde Kuh zu finden, die sie für den Dreh von Michel bringt die Welt in Ordnung nutzen konnten. Es war einfach keine aufzutreiben, bis eine Kuh gefunden wurde, die den gesamten Winter im Stall gestanden hatte. Daneben sagt Lindgren, dass ihr Vater genau wie Michel aus Lönneberga gewesen sei. Viele seiner Geschichten habe sie in ihre Bücher mit einfließen lassen, wie zum Beispiele eine Geschichte von einem Hausverhör. Auch die Geschichte Als der Bäckhultbauer in die Stadt fuhr wurde durch eine Erzählung ihres Vaters inspiriert.
Außerdem berichtet Lindgren von vielen weiteren Legenden und persönlichen Geschichten aus Småland.

## Hintergrund
Astrid Lindgren erzählt aus ihrem Leben gibt Hintergrundwissen über Astrid Lindgrens Leben, ihre Geschichten und ihre Figuren. Die Autorin berichtet darüber wie wirkliche Personen aus ihrer Kindheit, oder den Erzählungen ihres Vaters sie zu ihren eigenen Geschichten inspirierte. Gedreht wurde der Film in Småland an den Orten aus Astrid Lindgrens Kindheit.
Der Film wurde 1990 erstmals unter dem Titel Astrid Lindgrens Småland im schwedischen Fernsehen ausgestrahlt. Später erschien der Film auch auf Videokassette. Die Regie für den Film übernahm Catharina Stackelberg. Diese sollte später auch das Drehbuch für Episoden aus der Zeichentrickserie Pippi Langstrumpf schreiben.
In Deutschland wurde der Film bei diversen Fernsehsendern des ZDFs ausgestrahlt. Später erschien er auf einer DVD zu der DVD-Box 100 Jahre Astrid Lindgren – Jubiläumsedition. 2015 wurde der Dokumentarfilm auch als Blu-ray in der limitierten Sammler-Edition zur Pippi Langstrumpf TV-Serie veröffentlicht. In der deutschen Fassung synchronisiert Astrid Lindgren sich selbst.